# Tossicia
Tossicia là một đô thị và thị xã của Ý. Đô thị này thuộc tỉnh Teramo trong vùng Abruzzo. Tossicia có diện tích 27,14 km², dân số theo ước tính năm 2016 của Viện thống kê quốc gia Ý là 1.406 người.